# Premiu literar

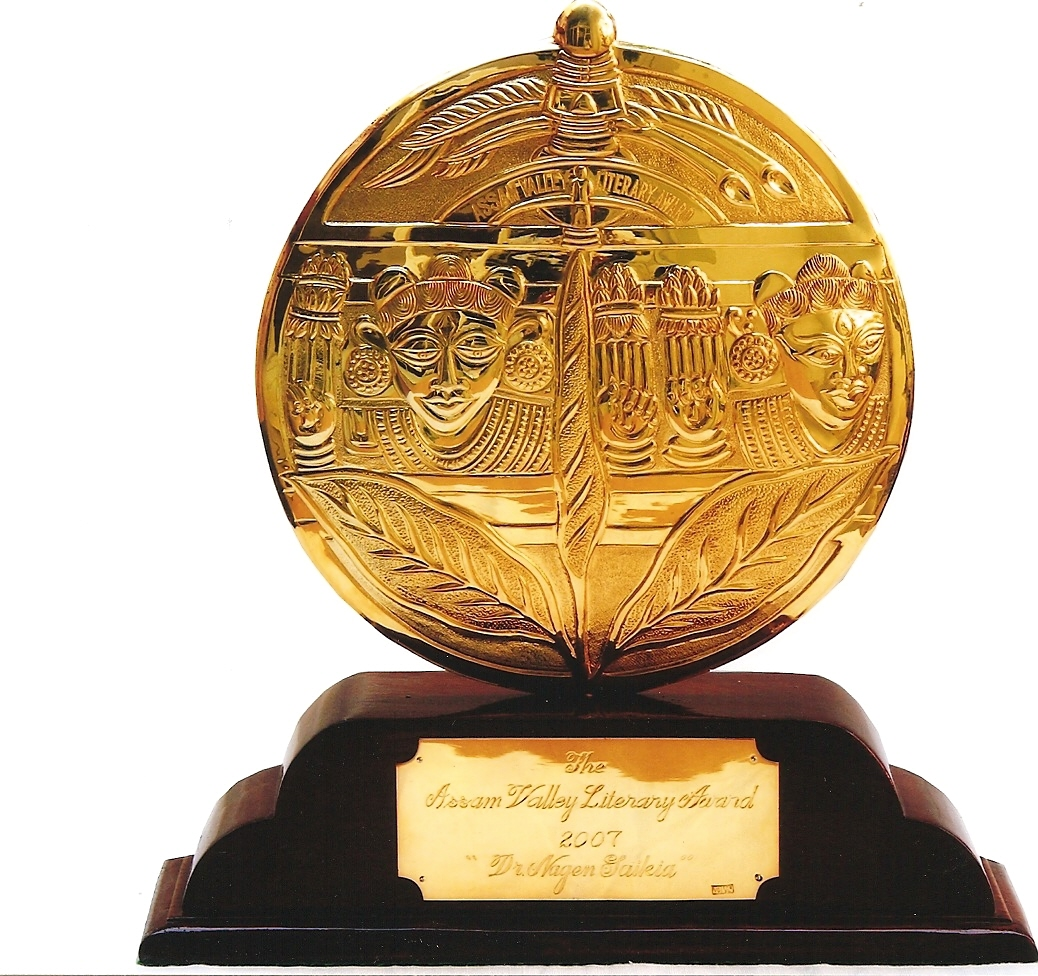
Premiu literar acordat de instituția non-guvernamentală "Trustul pentru educație Williamson Magor", pentru înălțarea literaturii din limba Assameză

Un premiu literar este o distincție acordată pentru o performanță literară oarecare de instituții guveranmentale sau non guvernamentale, de asociații, academii, fundații sau persoane particulare. Majoritatea premiilor sunt acompaniate de o sumă de bani, de o medalie sau o bursă. In funcție de naționalitatea persoanei care le primește ele pot fi clasificate in premii naționale sau internaționale. 

## Austria
- Premiul Alexander Sacher-Masoch
- Premiul Anton Wildgans
- Premiul Arthur Schnitzler
- BuchPreis (Premiul cărții)
- Premiul Erich Fried
- Federhasenpreis
- Premiul Franz Kafka
- Premiul Franz Nabl-Preis
- Frau Ava Literaturpreis
- Premiul Grillparzer
- Premiul Ingeborg Bachmann
- Premiul juriului tânărului cititor
- Premiul de stat austriac pentru literatura pentru copii si tineret
- Premiul de stat austriac -pentru poezie pentru copii
- Premiul literar Rauriser

## Belgia
·	Premiul Victor Rossel (Belgique), créat in 1938 
·	Premiul littéraire al orasului Tournai (Belgique), créat in 1986, 
·	

## Brazilia
·	Premiul Jabuti 

## Elveția francofonă
·	Prix Rambert 

## Elveția germanofonă
·	Gottfried-Keller-Preis 
·	Conrad-Ferdinand-Meyer-Preis 
·	Züricher Kinderbuch-Preis 

## Franța
| Denumire în original (franceză)                                       | Articol              | Anul creării | Ultimul an al decernării |
| --------------------------------------------------------------------- | -------------------- | ------------ | ------------------------ |
| Prix Goncourt                                                         |                      | 1903         |                          |
| Prix Fémina                                                           |                      | 1904         |                          |
| Prix Renaudot                                                         |                      | 1926         |                          |
| Prix Jules Verne                                                      |                      | 1927 (1958)  | 1933 (1963)              |
| Prix Populiste                                                        |                      | 1929         |                          |
| Prix Interallié                                                       |                      | 1930         |                          |
| Prix Albert Londres                                                   |                      | 1933         |                          |
| Prix des Deux-Magots                                                  |                      | 1933         |                          |
| Prix Cazes                                                            |                      | 1935         |                          |
| Prix Apollinaire                                                      |                      | 1941         |                          |
| Prix du Quai des Orfèvres                                             |                      | 1946         |                          |
| Prix Méliès                                                           |                      | 1946         |                          |
| Prix des Ambassadeurs                                                 |                      | 1948         |                          |
| Grand Prix de la Critique Littéraire                                  |                      | 1948         |                          |
| Grand prix de littérature policière                                   |                      | 1948         |                          |
| Grand Prix National des Lettres                                       |                      | 1951         |                          |
| Prix de l'Académie des Sciences d'Outre-Mer                           |                      | 1951         |                          |
| Prix Louise-Labé                                                      |                      | 1951         |                          |
| Prix Max-Jacob                                                        |                      | 1951         |                          |
| Prix Littéraire de la Fondation Prince Pierre de Monaco               |                      | 1951         |                          |
| Prix Hassan II des Quatre Jurys                                       |                      | 1952         |                          |
| Grand Prix de l'Humour Noir                                           |                      | 1954         |                          |
| Prix des Libraires                                                    |                      | 1955         |                          |
| Prix Médicis                                                          |                      | 1958         |                          |
| Prix Sainte-Beuve                                                     |                      | 1960         |                          |
| Prix Aujourd'hui                                                      |                      | 1962         |                          |
| Prix Roger-Nimier                                                     |                      | 1963         |                          |
| Prix Grand Siècle Laurent-Perrier                                     |                      | 1965         |                          |
| Prix des Maisons de la Presse                                         |                      | 1969         |                          |
| Grand prix des lectrices de Elle                                      |                      | 1970         |                          |
| Prix Médicis étranger                                                 |                      | 1970         |                          |
| Prix de la Fondation Louise Weiss                                     |                      | 1971         |                          |
| Prix Marcel-Proust                                                    |                      | 1971         |                          |
| Prix Mystère                                                          |                      | 1972         |                          |
| Prix Apollo                                                           | Premiul Apollo       | 1972         | 1990                     |
| Grand Prix de la Science-Fiction Française Grand Prix de l'Imaginaire |                      | 1974 1992    |                          |
| Prix du Livre Inter                                                   |                      | 1975         |                          |
| Prix Chateaubriand                                                    |                      | 1975         |                          |
| Prix Renaissance des Lettres                                          |                      | 1976         |                          |
| Prix de la Fondation Pierre Lafüe                                     |                      | 1977         |                          |
| Prix Tocqueville                                                      |                      | 1979         |                          |
| Prix France Culture                                                   |                      | 1979         |                          |
| Prix Robert-Cliche                                                    |                      | 1979         |                          |
| Prix Élie-Faure                                                       |                      | 1980         |                          |
| Prix Rosny aîné                                                       |                      | 1980         |                          |
| Prix du Premier Roman                                                 |                      | 1981         |                          |
| Trophées 813                                                          |                      | 1981         |                          |
| Prix Cosmos                                                           |                      | 1982         | 1996                     |
| Prix du Festival de Cognac                                            |                      | 1983         |                          |
| Prix Gutenberg                                                        |                      | 1985         |                          |
| Grand Prix des Jeunes Lecteurs                                        |                      | 1985         |                          |
| Prix Médicis essai                                                    |                      | 1985         |                          |
| Grand Prix National de la Traduction                                  |                      | 1985         |                          |
| Prix Méditerranée                                                     |                      | 1985         |                          |
| Prix Jacques Chardonne                                                |                      | 1986         |                          |
| Prix de la Langue de France                                           |                      | 1986         |                          |
| Prix Paul-Léautaud                                                    |                      | 1986         |                          |
| Prix Vasari                                                           |                      | 1986         |                          |
| Prix Julia Verlanger                                                  |                      | 1986         |                          |
| Prix Albert-Camus                                                     |                      | 1987         |                          |
| Prix Valery Larbaud                                                   |                      | 1987         |                          |
| Prix Goncourt des lycéens                                             |                      | 1988         |                          |
| Prix Décembre                                                         |                      | 1989         |                          |
| Grand Prix Montblanc de la Bibliothèque Nationale                     |                      | 1989         |                          |
| Prix Jean-Giono                                                       |                      | 1990         |                          |
| Prix des Libraires de France                                          |                      | 1990         |                          |
| Grand Prix RTL-Lire                                                   |                      | 1992         |                          |
| Prix de Flore                                                         |                      | 1994         |                          |
| Prix Hugues Capet                                                     |                      | 1994         |                          |
| Prix du Livre Politique                                               |                      | 1995         |                          |
| Prix Sang d'Encre                                                     | Premiul Sang d'encre | 1995         |                          |
| Prix Polar                                                            |                      | 1996         |                          |
| Prix Ozone                                                            |                      | 1997         | 2000                     |
| Prix Tour Eiffel                                                      |                      | 1997         | 2001                     |
| Prix Sang d'Encre des Lycéens                                         | Premiul Sang d'encre | 1999         |                          |
| Prix Saint-Valentin                                                   |                      | 1999         |                          |
| Prix Alain Dorémieux                                                  |                      | 2000         |                          |
| Le Roman des Libraires E.Leclerc                                      |                      | 2003         |                          |
| Prix Honneur et Patrie                                                |                      | 2004         |                          |
| Prix Edouard Carlier                                                  |                      | 2004         |                          |
| Prix Charles Exbrayat                                                 |                      |              |                          |
| Prix Fénéon                                                           |                      |              |                          |

Vezi și:
- Prix de l'Académie française

Bibliografie generală pentru premiile franceze:
- Bertrand Labes, guide Lire des prix et concours littéraires, éd. Prélude et Fugue/L'Express, 2003

## Germania
- Premiul Alfred Döblin

- Premiul Andreas Gryphius

- Premiul Aspekte-Literatur

- Premiul Berliner Literatur

- Premiul Berthold-Brecht-Literatur

- Premiul Bücher-Butt

- Premiul Georg Büchner - cel mai important premiu german

- Carl-Zuckmayer-Medaille

- Premiul Corine

- Deutscher Bücherpreis

- Deutscher Jugendliteraturpreis

- Deutscher Schulbuchpreis

- Deutscher Science Fiction Preis

- Premiul Eichendorff

- Evangelischer Buchpreis

- Premiul Friedrich Hölderlin

- Premiul Gerhart Hauptmann

- Premiul Geschwister Scholl

- Premiul Großer Literaturpreis der Bayerischen Akademie der Schönen Künste

- Premiul Großer Preis der Deutschen Akademie für Kinder- und Jugendliteratur e.V. Volkach

- Premiul Göttinger Elch

- Premiul Hans Sachs

- Premiul Heine

- Premiul Heinrich Böll

- Premiul Heinrich Mann

- Premiul Heinrich Wolgast

- Premiul Hermann Hesse

- Medalia Hermann Kesten

- Premiul Hermann-Sinsheimer-al orașului Freinsheim

- Premiul Hugo Jacobi

- Premiul Janusz Korczak

- Premiul Jean Paul

- Medalia Johannes Bobrowski

- Premiul Joseph Breitbach

- Medalia Karl Preusker

- Premiul Karl Sczuka

- Premiul Kasseler pentru umor grotesc

- Premiul Kleist

- Kulinarischer Literaturpreis al orașului Gmünd

- Premiul de artă Rheinland-Pfalz

- Premiul Kurd Laßwitz Preis - Science-Fiction

- Premiul Lion Feuchtwanger

- Literaturpreis der Stadt Bremen

- Premiul Lutz Röhrich

- Premiul Marieluise Fleißer al orașului Ingolstadt

- Marie-Luise-Kaschnitz-Preis al Evangelischen Akademie Tutzing

- Premiul Nelly Sachs

- Oldenburger Kinder- und Jugendbuchpreis

- Premiul Petrarca

- Rattenfänger-Literaturpreis al orașului Hameln

- Premiul Ricarda Huch

- Premiul Richard Schönfeld pentru satiră

- Premiul Schubart al orașului Aalen

- Premiul Siegfried-Unseld

- Premiul Stern LESERstimmen

- Premiul Thomas Mann

- Troisdorfer Bilderbuchpreis

- Premiul Tukan al orașului München

- Umweltpreis für Kinder- und Jugendliteratur

- Premiul Wieland Übersetzer

- Medalia Wilhelm-Leuschner-Medaille

- Premiul Wilhelm-Raabe

- Premiul Wolfgang-Hohlbein

## Japonia
· 野間文芸賞　(Premiul Noma bungei), din 1941
·       日本芸術院賞 (Premiul Nihongeijutsuin), secția 2- literatură
·       毎日出版文化賞 (Premiul Mainichi shuppan bungagu), din 1947  
·       読売文学賞 (Premiul Yomiuri bungaku), din 1949
·       芸術選奨 (Premiul Geijutsu sen), din 1950
·       新潮社文学賞 (Premiul Shinchosha bunkagu), din 1955
·       田村俊子賞 (Premiul Tamura Toshiko), din 1961
·       女流文学賞 (Premiul Joryu bungakusho), din 1961
·       谷崎潤一郎賞 (Premiul Tanizaki Junichiro sho), din 1965
·       日本文学大賞 (Marele premiu Nihon bungaku), din 1969
·       多喜二・百合子賞 (Premiul Taki Juriko), din 1969
·       泉鏡花文学賞 (Premiul Izumi Kyoka), din 1973
·       平林たい子文学賞 (Premiul Hirabayashi taikobungaku), 1973-1997
·       川端康成文学賞 (Premiul Kawabata Yasunari), din 1974
·       大佛次郎賞 (Premiul Osaragi Jiro), din 1974
·       伊藤整文学賞 (Premiul Ito Sei bugakusho), din 1990
·       紫式部文学賞 (Premiul Murasaki Shikibu bungaku), din 1991
·       Bunkamuraドゥマゴ文学賞 (Premiul Bunkamura Deux Magots), din 1990   
·       蓮如賞 (Premiul Rennyo), din 1994
·       木山捷平文学賞 (Premiul Kiyama Shohei bungaku), 1996-2005
·       司馬遼太郎賞 (Premiul Shiba Ryotaro), din 1998
·       親鸞賞 (Premiul Shinran), din 2000
·       婦人公論文芸賞 (Premiul Fujinkoron bungei), 2001-1005
·       本屋大賞 (Premiul Honyatai), din 2004
·       織田作之助賞 (Premiul Oda Sakunosuke), din 2006
·       大江健三郎賞 (Premiul Oe Kenzaburo), din 2007
　
Premii pentru debutanți:
·       芥川龍之介賞 (Premiul Akutagawa), din 1935
·       野間文芸新人賞 (Premiul Noma shinjin bungei), din 1979
·       三島由紀夫賞 (Premiul Mishima Yukio), din 1988
·       芸術選奨 (Premiul Geijutsu sen), din 1967

## Marea Britanie
·	Booker McConell Prize - cel mai important premiu britanic 
·	Hawthornden Prize 
·	Orange Prize for Fiction - premiul pentru literatura scrisa de femei 
·	Whitbread Book Awards

## Norvegia
·       Amalie Skram-prisen
·       Amboltprisen
·       Arks barnebokpris
·       Arthur Holmeslands pris for sakprosa
·       Aschehougprisen
·       Aschehougs debutantstipend
·       Aschehougs reisestipend
·       Askeladdprisen
·       Bastianprisen
·       Bjørnsonstipendet
·       Bjørnstjerne Bjørnson-Akademiet
·       Blixprisen
·       Bokhandelens forfatterstipend
·       Bokhandlerprisen
·       Bokkunstprisen
·       Brageprisen
·       Brakeprisen
·       Cappelenprisen
·       Dalgards kritikarpris
·       Dammprisen
·       Den norske leserprisen
·       Det Norske Akademis Pris
·       Doblougprisen
·       Emmausprisen
·       Fabelprisen
·       Guro Sandsdalens litteraturpris
·       Gyldendalprisen
·       Gyldendals legat
·       Halldis Moren Vesaas-prisen
·       Hartvig Kirans minnepris
·       Havmannprisen
·       Herman Wildenveys Poesipris
·       Ikaros-prisen
·       Kari Skjønsbergs pris
·       Kritikerprisen
·       Kultur- og kirkedepartementets pris for barne- og ungdomslitteratur
·       Mads Wiel Nygaards legat
·       Melsom-prisen
·       NBU-prisen
·       Neshornet, Klassekampens kulturpris
·       Nominasjoner til Bokhandlerprisen
·       Nominasjoner til Brageprisen
·       Nominasjoner til Nordisk Råds litteraturpris fra Norge
·       Nordnorsk Forfatterlags fondsstipend
·       Norsk litteraturkritikerlags barnebokpris
·       Norsk språkpris
·       Nynorsk barnelitteraturpris
·       Nynorsk litteraturpris
·       Obstfelderprisen
·       Oktoberprisen
·       Ord & Bilde
·       Ordknappen
·       P2-lytternes romanpris
·       Riksmålsforbundets barne- og ungdomsbokpris
·       Riksmålsforbundets litteraturpris
·       Rivertonprisen
·       Samlagsprisen
·       Sarpsborgprisen
·       Sigmund Skard-stipendet
·       Skolebibliotekarforeningens litteraturpris
·       Sokneprest Alfred Andersson-Ryssts fond
·       Sonja Hagemanns barne- og ungdomsbokpris
·       Sproingprisen
·       Språklig samlings litteraturpris
·       Sult-prisen
·       Sunnmørsprisen
·       Sørlandets litteraturpris
·       Tanums kvinnestipend
·       Tarjei Vesaas' debutantpris
·       Tidenprisen
·       UPrisen
·       Ungdommens kritikerpris
·       Unni Sands bildebokpris
·       Vestfolds Litteraturpris
·       William Nygaards legat
·       Yttriprisen
·       Årets vakreste Bøker
·       Årtusenets trønderbok

## Olanda
·	Silberner Griffel 

## Polonia
·	Nagroda literacka Nike - premiu literar creat in 1997 

## România
- Premiul Academiei Române
- Premiul Uniunii Scriitorilor
- Premiul ASPRO
- Premiul pentru proza Liviu Rebreanu
- Premiul pentru poezie Nichita Stănescu
- Premiul revistei România literară
- Premiul ARA (Asociatia Română a editorilor si librarilor)
- Premiul revistei „Ateneu”
- Premiului literar „Augustin Frățilă” [1][2][3]
- Premiile Ziarului de Iași[4]
- Premiile Asociației Scriitorilor din Iași (ASI)[5]
- Premiile revistei Observator cultural

## Spania
·	Premiul Cervantes 
·	Premiul literar Lara 
·	Premiul literar Nadal 

## Statele Unite
·	American Book Awards, premiul editorilor americani 
·	Premiul Hugo - premiul fanilor americani pentru literatura SF 
·	National Book Circle Award 
·	Premiul Nebula - premiul scriitorilor americani pentru literatura science fiction 
·	Premiul Pulitzer - premiul pentru jurnalism american

## Suedia
·	Prix Astrid Lindgren 
·	Prix Nils Holgersson
·	Premiul Marin Sorescu în Suedia

## Premii literare internaționale
- Premiul Nobel pentru Literatură,  a fost decernat pentru prima oară în 1901, recompensează opera literară completă a unui scriitor

- Premiul Erich Fried

- Friedenspreis des Deutschen Buchhandels

- Großer Österreichischer Staatspreis für Literatur

- Distincția Hans Christian Andersen

- Premiul Herder

- Internationaler Sachbuchpreis

- Österreichischer Staatspreis für europäische Literatur

- Österreichischer Staatspreis für Kulturpublizistik

- Premiul Aristeion

- Distinctia Turner Tomorrow